# ワッサーバーグ (小惑星)
ワッサーバーグ (4765 Wasserburg) は、小惑星帯の内縁部にある小惑星。キャロライン・シューメーカーがパロマー天文台で発見した。
アメリカ人の地質学者、地球化学者、ジェラルド・ワッサーバーグに因んで名付けられた。